# LEGO 21309
LEGO 21309 (heruitgebracht als 92176) is een LEGO-set van de Saturn V. De set bestaat uit 1969 LEGO-stenen, een verwijzing naar het eerste jaar van de maanlandingen.

## Geschiedenis
In 2014 werd het concept van de set voorgedragen op de website van LEGO Ideas, door Felix Stiessen en Valérie Roche. In 2015 behaalde het project het vereiste aantal van tienduizend stemmen. LEGO maakte in 2016 bekend dat het project een officiële set zou worden.
De set werd ontworpen door Michael Psiaki en Carl Mirriam, en uitgebracht in 2017 onder het setnummer 21309. Begin 2020 werd de verkoop van de set stopgezet, maar vanwege aanhoudende populariteit werd de set eind 2020 opnieuw uitgegeven onder een nieuw setnummer.